# Aimé Bonpland
Aimé Jacques Alexandre Bonpland (født 22. august 1773, død 4. maj 1858) var en fransk naturforsker.
Bonpland fulgte i 1799 med Alexander Humboldt til Amerika og gjorde på denne ekspedition så betydelige indsamlinger af planter, at han hjembragte ikke mindre end 6000 nye arter. 1804 blev han bestyrer af den botaniske have ved Malmaison og fik samtidig lejlighed til at beskæftige sig med udbyttet fra sine rejser.
Han udgav således Plantes équinoxiales (2 bind, 1805-09 med 140 tavler), omhandlende planter fra Meksiko, Cuba, Equador, Orinoco- og Amazonområdet, Monographie des Mélastomées (2 bind, 1806-16, med 120 tavler) samt, i forbindelse med Humboldt, Voyage aux régions équinoxiales du nouveau Continent (12 bind, 1815).
1816 rejste han til Buenos Aires, hvor han en kort tid var ansat som professor i naturvidenskab. Snart begav han sig dog igen på forskningsrejse, men blev allerede 1821 af den bekendte diktator Dr. Francia i Paraguay sat fast som spion. Fangenskabet, under hvilket han virkede som garnisonslæge, og i øvrigt havde lejlighed til uhindret at drive sine studier, varede til 1831.
Han vendte da tilbage til Buenos Aires, men begav sig kort efter til Brasilien og tog ophold nær ved Uruguays grænse. Sine sidste leveår tilbragte han som købmand og praktiserende læge i den argentinske provins Corrientes, stadig desuden optaget af sine videnskabelige studier. Bonpland er en bifigur i Daniel Kehlmanns roman Opmålingen af verden.